# Хитра
Хитра (пол. Chytra) — село в Польщі, у гміні Гайнівка Гайнівського повіту Підляського воєводства. Населення — 128 осіб (2011).

## Назва
Назва походить від слова хитра — «бистра», «швидка» (річка).

## Історія
Вперше згадується у 1611 році. У 1975—1998 роках село належало до Білостоцького воєводства.

## Демографія
Демографічна структура станом на 31 березня 2011 року:
|          | Загалом | Допрацездатний вік | Працездатний вік | Постпрацездатний вік |
| -------- | ------- | ------------------ | ---------------- | -------------------- |
| Чоловіки | 61      | 8                  | 38               | 15                   |
| Жінки    | 67      | 11                 | 31               | 25                   |
| Разом    | 128     | 19                 | 69               | 40                   |

## Галерея

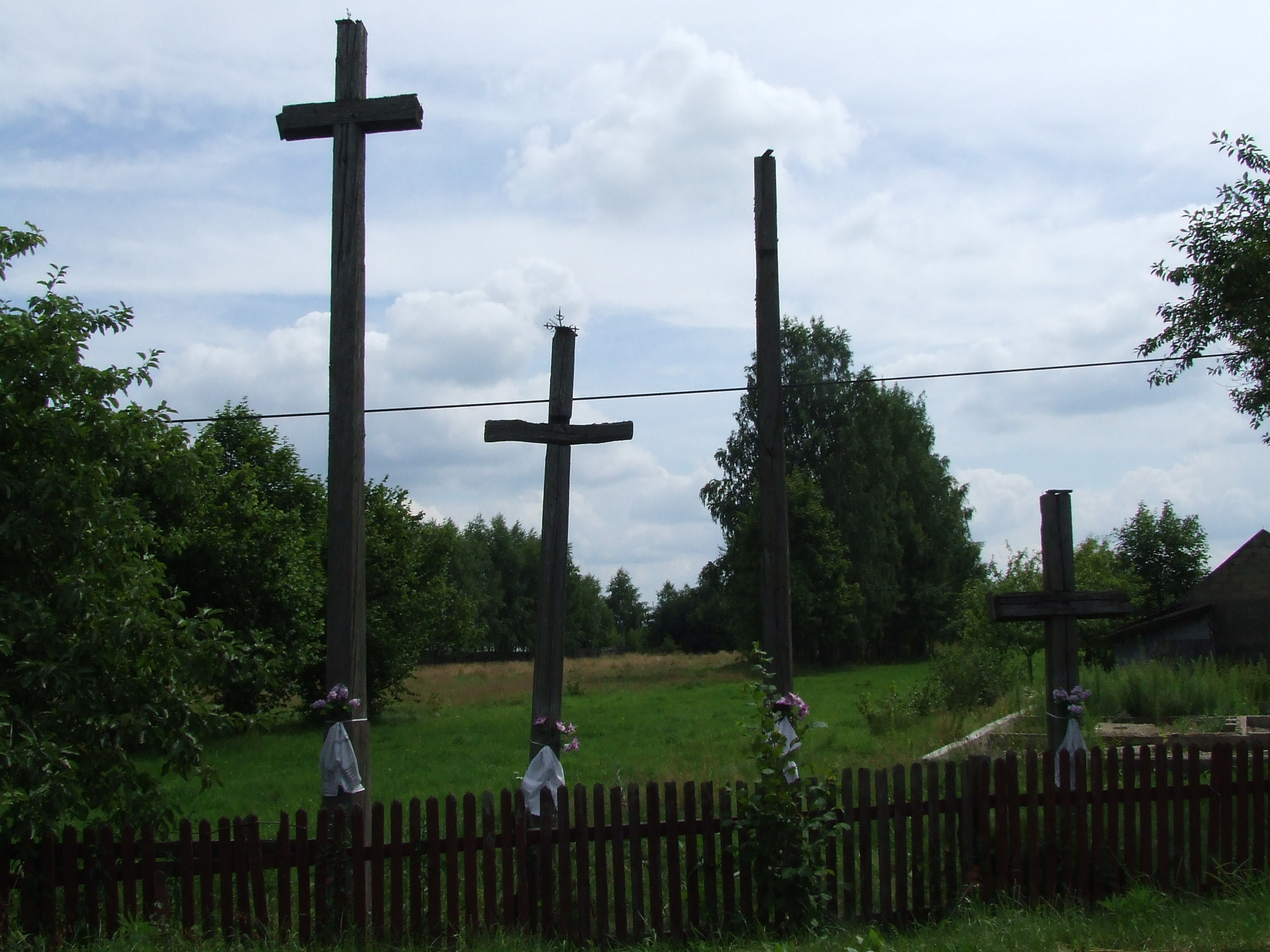
Хрести в селі
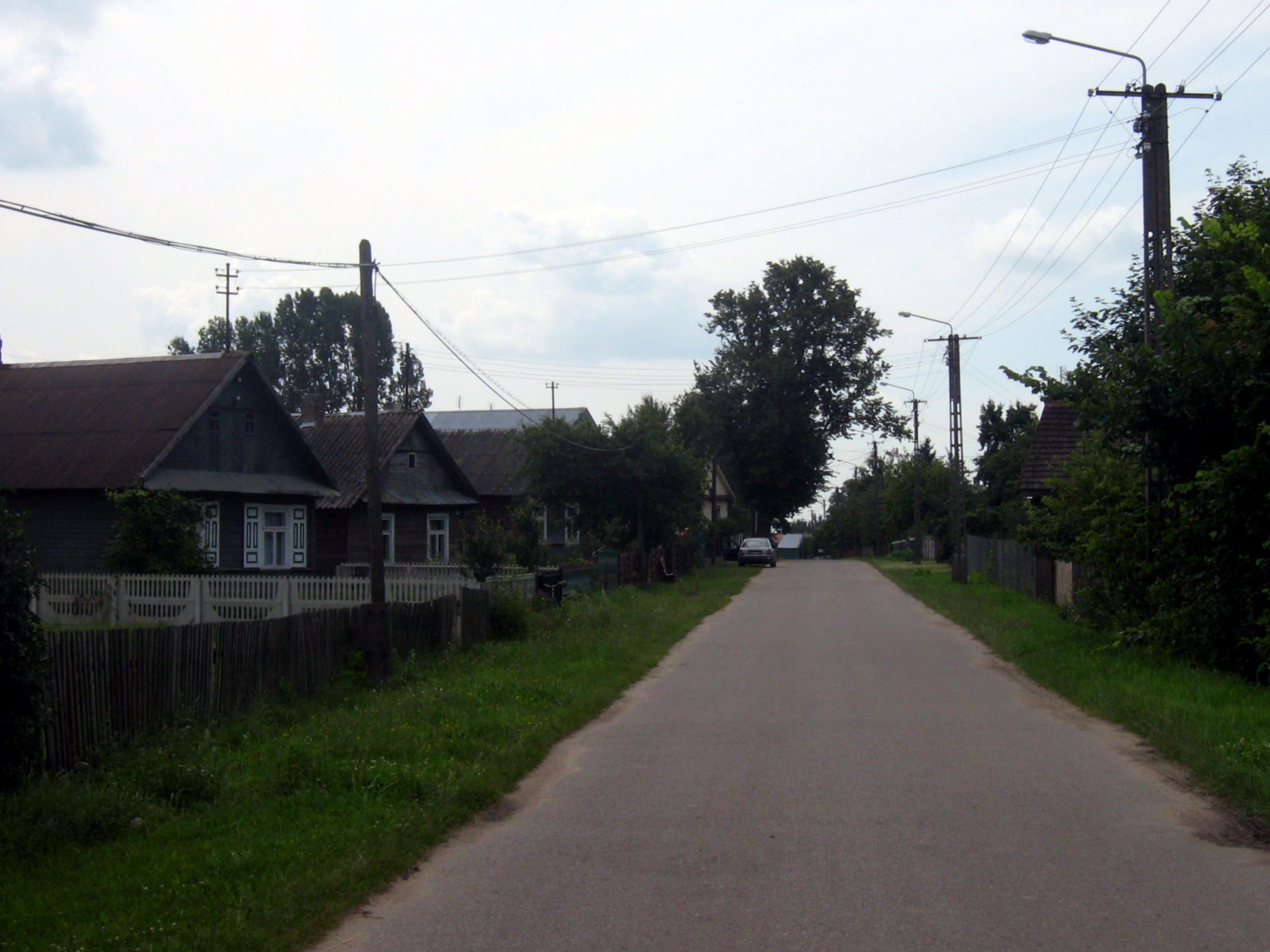
Вулиця